# Dinka du Nord-Ouest
Pour les articles homonymes, voir Dinka.
Le dinka du Nord-Ouest est une langue nuer-dinka du Soudan du Sud parlée par les Dinka.

## Localisation
Le dinka du Nord-Ouest est parlé dans les alentours d'Abiyé et les comtés d'Abiemnhom et de Pariang de l'État de l'Unité,.

## Dialectes
Les dialectes suivants existent : alor, ngok-kordofan, pan aru, ruweng, pawany.

## Similarité lexicale
Le dinka du Nord-Ouest possède une similarité lexicale de 92 % avec le dinka du Nord-Est, de 88 % avec le dinka du Sud-Ouest et le dinka du Sud-Est et de  84 % avec le dinka du Sud-Central.

## Utilisation
Le dinka du Nord-Ouest est utilisé dans l'enseignement primaire et dans tous les domaines par des personnes de tous âges.

## Écriture
Le dinka du Nord-Ouest s'écrit grâce à l'alphabet latin.*